# ديفيد بريتشارد (لاعب شطرنج)
ديفيد براين بريتشارد (بالإنجليزية: David Brine Pritchard)‏ (ولد في 19 أكتوبر 1919 - 12 ديسمبر 2005)؛  هو لاعب شطرنج بريطاني.  

## روابط خارجية
- ديفيد بريتشارد على موقع مباريات الشطرنج (الإنجليزية)

- ديفيد بريتشارد 1919 – 2005 بقلم جون بيسلي ، فاريانت شطرنج ، العدد 51 ، يناير 2006 ، ص.   98-99.
- مقابلة مع ديفيد بريتشارد 1999 مقابلة ، صفحات الشطرنج البديل
- ديفيد برين بريتشارد